# Denis Santachiara
Denis Santachiara (* 4. Mai 1950 in Campagnola Emilia, RE) ist ein italienischer Designer. Seine ab 1980 geschaffenen Werke wurden in Luxemburg, Shanghai, Valencia, Bologna und Genua ausgestellt. 1999 wurde er mit dem  Good Design Award  des Chicago Athenaeum Museum of Architecture and Design ausgezeichnet. Im April 2000 erhielt er den  Design World prize. Er schaffte vor allem Möbel und Designobjekte futuristischer Art.

## Werke
Ausstellungen mit seinen Werken:
- Tomorrow now, vom 25. Mai 2007 bis zum 24. September 2007 im Musée d´Art Moderne Grand-Duc Jean in Luxemburg.
- Italy Made In Art, vom 1. Juni 2006 bis zum 15. Juli 2006 in Now MOCA in Shanghai.
- Biennale Valencia, vom 24. September 2005 bis zum 30. November 2005 in Valencia.
- Bologna Contemporanea 1975-2005, vom 20. Mai 2005 bis zum 9. September 2005 in der Galleria d´Arte Moderna in Bologna.
- Normali meraviglie Museo Villa Croce,  vom 24. Juni 2004 bis zum 9. September 2004 in  Genua.

Seine Werke sind unter anderen in folgenden Museen ausgestellt:
- MOMA, New York,
- Musée des Arts décoratifs (Paris)
- Nationalmuseum für moderne Kunst, Tokio
- Philadelphia Museum of Art
- Vitra Design Museum, Weil am Rhein
- Art’otel und Art’forum, Dresden